# Acanthostracion guineensis
Az Acanthostracion guineensis a csontos halak (Osteichthyes) főosztályának a sugarasúszójú halak (Actinopterygii) osztályához, ezen belül a gömbhalalakúak (Tetraodontiformes) rendjéhez és a bőröndhalfélék (Ostraciidae) családjához tartozó faj.

## Előfordulása
Az Acanthostracion guineensis az Atlanti-óceán keleti részén található meg, Afrika partjainál.

## Megjelenése
Ez a halfaj legfeljebb 18 centiméter hosszú.

## Életmódja
Az Acanthostracion guineensis, mélytengeri halfaj, amely 200 méteres mélységbe is lemerül.